# سیارک ۱۱۶۰۴
سیارک ۱۱۶۰۴ (به انگلیسی: 11604 Novigrad، نامگذاری:1995UB1) یازده هزار و ششصد و چهارمین سیارک کشف شده‌است که در ۲۱ اکتبر ۱۹۹۵ کشف شد.
قدر مطلق سیارک برابر ۳۰٫۹ است.